# Soldau (koncentrationsläger)

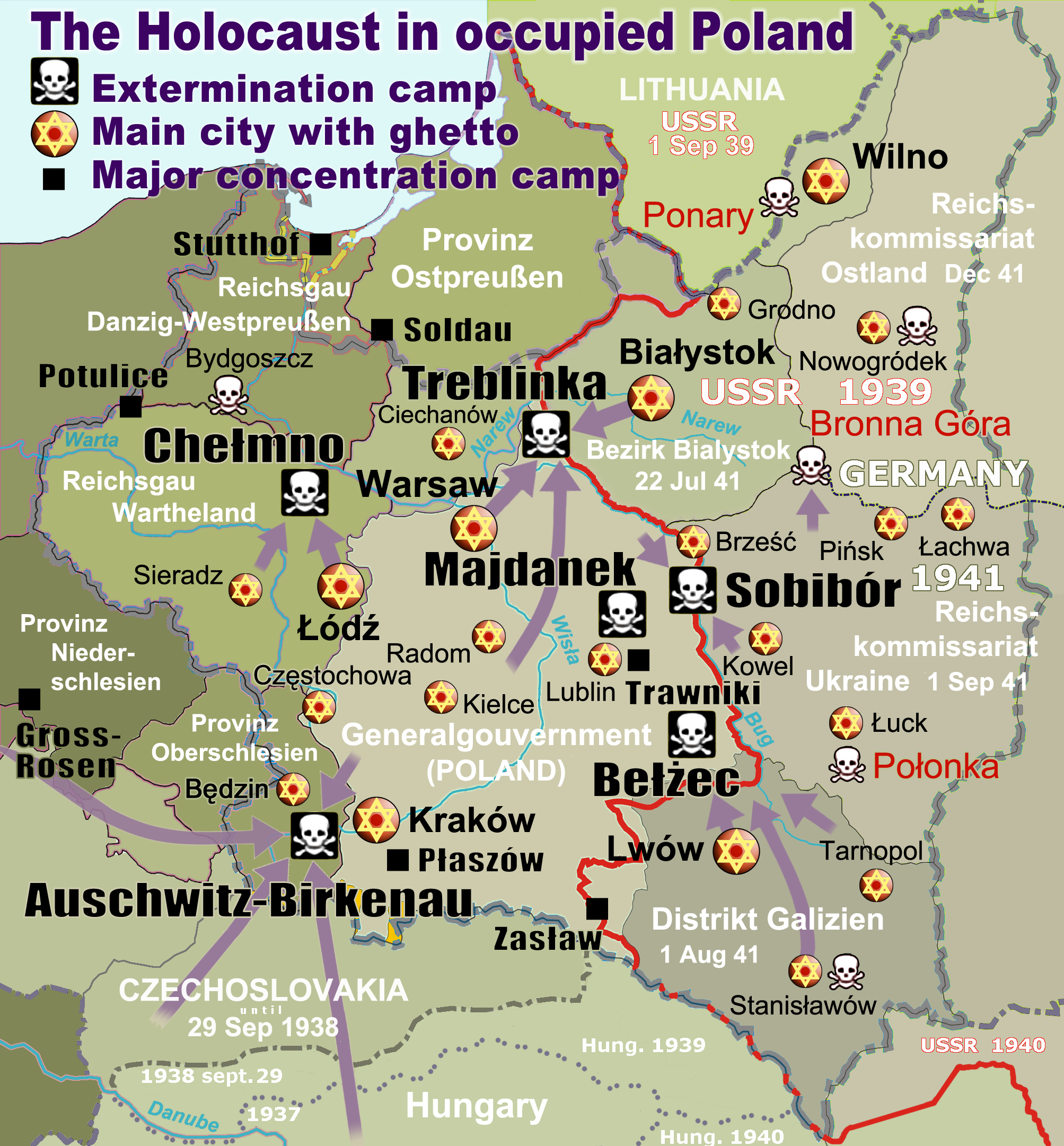

Soldau var ett nazityskt koncentrationsläger i Ostpreussen. Det inrättades av Otto Rasch i januari 1940 och existerade till januari 1945.